# Военная быль
«Военная быль» (фр. Le passé militaire) — военно-исторический журнал русской белой эмиграции, издававшийся в Париже с апреля 1952 по сентябрь 1974 годы. Статьи были посвящены истории русской армии, в частности Первой мировой и Гражданской войнам. Печатался в новой орфографии. На основе авторов и сотрудников журнала в 1968 году было организовано «Общество Друзей Военной Были». "Военная Быль", это ещё и издательство и книготорговля. В списке книг, предлагаемых на продажу в 60-е годы насчитывалось около 9000 наименований, многие из которых являются редкостями. Доход от продажи книг поступал в пользу журнала и издательства. Как писал сам редактор журнала А.А.Геринг своему другу коллекционеру В.Рихтеру в 1964 году: "В Россию идет 50 комплектов "Были"... Вот список мест, куда "Быль" уже помещена: 1) Библиотека Главного Штаба ВМФ (Москва), 2) Центральная Библиотека ВМФ 3) Библиотека Академии Наук 4) Библиотека МИД 5) Библиотека Салтыкова-Щедрина (Публичная)". Все номера журнала передавались бесплатно, пересылку оплачивал некий Н.И.   В 2009 году архивы журнала и официальное право на продолжение издания в бумажной или электронной форме наследниками А. А. Геринга были переданы М. Ю. Блинову, члену Обще-Кадетского Объединения во Франции.

## Факты
- Являлся органом Общекадетского объединения во Франции, объединявшего кадет императорских кадетских корпусов.
- Выходил 6 раз в год, 48 страниц, первые 7 номеров печатались на ротаторе, ограниченным тиражом.
- В качестве приложения к журналу выпускалась «Военно-Историческая Библиотека» (к 1968 году — 12 книг).
- Редактор — лейтенант флота А. А. Геринг.
- Помощник редактора — подпоручик русской армии К. М. Перепеловский.

## Тематика
Редактор Алексей Геринг считал журнал «продолжением своего служения России», ставя перед собой цель рассказать о «славе и величии Императорской армии и флота». В журнале печатались произведения участников кампаний Российской империи начала XX века, бывших военнослужащих русской армии и флота. Помещались статьи о кадетских корпусах, военных училищах, истории и боевом пути воинских частей русской гвардии, армии и флота. Разделялся на отделы.

Заканчивая издание «Военной были», я мысленным взором окидываю содержание всех номеров, от первого до последнего и вижу, сколько было сделано за это время всеми, кто потрудился со мной на этом поле, широком и обширном поле русской военной истории… Придет время, и наш общий труд будет оценен русскими военными историками. Многое из военного прошлого России запечатлено правдиво и уже навсегда. Напечатанные статьи и заметки вносят свою каплю труда в восстановление истинного хода больших исторических событий и дают им… правильную оценку. Они знакомят читателя с подлинным бытом и жизнью русской военной среды, дают ценные сведения о часто мало известных особенностях формы, орденов, медалей и прочих знаков отличия Российской армии и флота. В своё время все это будет ценнейшим материалом для будущих военных писателей и историков, когда настанет время восстанавливать истинный лик военной истории на нашей земле. «Военная быль» — это наш вклад в великое дело строительства России— 

## «Военная Быль» в России
Военно-исторический журнал, возрождённый в России в 1993 году, был посвящён той же тематике. Выходил с двойной нумерацией (1-й номер — № 1 [130]). Просуществовал до 1999 года, вышло 10 32-страничных номеров и 5 выпусков «Военно-исторической библиотеки»). Редактор — А. С. Кручинин. Члены редколлегии — А. А. Васильев и А. Б. Езеев.
С 2009 года неопубликованные материалы из архива "Военной Были" издаются в электронном виде в виде раздела на сайте "Русский Париж".

## Перечень томов
- Т. 1—20 (1952—1956) «Военная Быль».
- Т. 21—40 (1956—1960) «Военная Быль».
- Т. 41—60 (1960—1963) «Военная Быль».
- Т. 61—80 (1963—1966) «Военная Быль».
- Т. 81—100 (1966—1969) «Военная Быль».
- Т. 101—120 (1969—1973) «Военная Быль».
- Т. 121—129 (1973—1974) «Военная Быль».